# 2012 en Alberta
Chronologie de l'Alberta
- 2008
- 2009
- 2010
- 2011
- 2012
- 2013
- 2014
- 2015
- 2016

Cette page concerne des événements qui se sont produits durant l'année 2012 dans la province canadienne de l'Alberta.

## Politique
- Premier ministre : Alison Redford (Parti progressiste-conservateur)
- Chef de l'Opposition : Danielle Smith (Parti Wildrose) (face au sortant Raj Sherman (en) (Parti libéral))
- Lieutenant-gouverneur : Donald Ethell (en)
- Législature : 27e (en) puis 28e (en)

## Événements
- Mise en service de The Bow, tour de bureaux développant 158000 m² de planchers, à structure métallique, de 236 mètres de hauteur située à Calgary[1].
- Vendredi 10 février : un autobus de Red Arrow a perdu le contrôle et se renverse sur le côté près de Redwater. Au moins 28 personnes sont blessées lors de l'accident.

- Samedi 24 mars : mise en service du Peace Bridge passerelle métalliques de 126 mètres de longueur, pour les piétons, située à Calgary [2].
- Lundi 26 mars : la première ministre Alison Redford annonce des élections générales pour le 23 avril[3].

- Lundi 23 avril : élection générale, en Alberta.

- Lundi 26 novembre : le conservateur Joan Crockatt remporte l'élection partielle fédérale de Calgary-Centre à la suite de la démission du même parti Lee Richardson.

## Décès
- 13 septembre : Edgar Peter Lougheed (né le 26 juillet 1928 à Calgary, et mort dans la même ville[4]) est un avocat et ancien homme politique canadien, et ancien joueur de la Ligue canadienne de football. Il a été premier ministre de l'Alberta de 1971 à 1985. Il était le petit-fils de James Alexander Lougheed, un ancien sénateur d'Alberta et important homme d'affaires. Après une courte carrière de football, il commençait à pratiquer le droit à Calgary. En 1965, il a été élu chef des progressistes-conservateurs qui, à l'époque, n'avait aucun siège dans l'Assemblée législative de l'Alberta. Il ramenait le parti à la législature pendant l'élection provinciale de 1967. Quatre ans plus tard, son parti gagne le pouvoir avec 49 sur 75 sièges, repoussant le Parti crédit social qui dirigeait la province depuis l'élection générale de 1935. De cette façon il créa une dynastie progressiste-conservateur dans la province, qui gouvernait sans interruption jusqu'à 2015 quand le NPD gagna une majorité. Cela représente le plus longue mandat ininterrompu pour un parti provinciale au Canada jusqu'à ce jour. Lougheed a été réélu en 1975, 1979 et 1983 par les majorités écrasantes chaque fois.